# Курголово (Кингисеппский район)
Ку́рголово (фин. Kurkula, ижор. Kurkola) — посёлок Усть-Лужского сельского поселения Кингисеппского района Ленинградской области России.

## История
Впервые упоминается в писцовых книгах Шелонской пятины от 1571 года как деревня Кургова Гора — 6 обеж в Ямском Окологородье.
Согласно шведским «Балтийским писцовым книгам» (Baltiska Fogderäkenskaper) деревня носила названия: Korkÿla (1582), Korkÿlla (1584), Kurckulla (1585), Kurkulla (1586), Kurkukÿla
(1589).
Затем как деревня Kurgura by — 1½ обжи, в шведских писцовых книгах 1618—1623 годов.
На карте Ингерманландии А. И. Бергенгейма, составленной по шведским материалам 1676 года, она обозначена как деревня Kurgura.
На шведской «Генеральной карте провинции Ингерманландии» 1704 года — как мыза Kurgula hof.
Как мыза Горгула она упомянута на «Географическом чертеже Ижорской земли» Адриана Шонбека 1705 года.
Деревня Горбола обозначена на карте Ингерманландии А. Ростовцева 1727 года.
Как деревня Курголово она упоминается на карте Санкт-Петербургской губернии Я. Ф. Шмидта 1770 года.
На карте Санкт-Петербургской губернии Ф. Ф. Шуберта 1834 года обозначена деревня Курголова.

КУРГОЛОВО — деревня принадлежит чиновнику 8 класса Римкевичу, число жителей по ревизии: 65 м. п., 70 ж. п. (1838 год)

На этнографической карте Санкт-Петербургской губернии П. И. Кёппена 1849 года она обозначена как деревня «Kurkula», расположенная в ареале расселения савакотов. В пояснительном тексте к этнографической карте она записана как деревня Kurkula (Курголово) и указано количество её жителей на 1848 год: савакотов — 62 м. п., 68 ж. п., ижоры — 11 м. п., 20 ж. п., всего 161 человек. Ижоры относились к православному Кейкинскому Петропавловскому приходу, савакоты — к лютеранскому приходу Косёмкина.
Согласно карте профессора С. С. Куторги 1852 года деревня называлась Курголова.

КУРГОВО — деревня чиновника 7-го класса Ришкевича, по просёлочной дороге, число дворов — 24, число душ — 73 м. п. (1856 год)

КУРГОЛОВО — деревня, число жителей по X-ой ревизии 1857 года: 75 м. п., 91 ж. п., всего 166 чел.

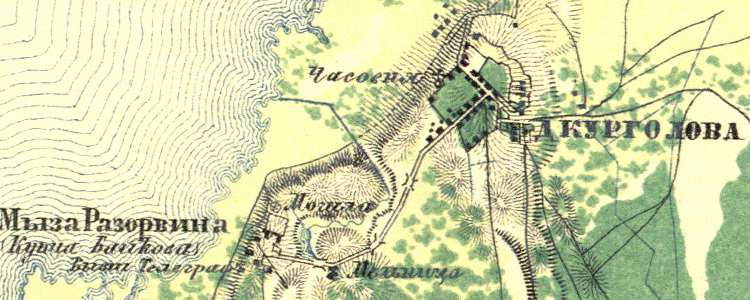
Деревня Курголово на карте 1860 года

Согласно «Топографической карте частей Санкт-Петербургской и Выборгской губерний» в 1860 году деревня называлась Курголова и находилась в 2 верстах к северо-западу от современного расположения. В деревне была часовня. К югу от деревни располагались мельница, мыза Разорвина купца Байкова и бывший телеграф.

КУРГОЛОВО — деревня владельческая при Финском заливе, число дворов — 38, число жителей: 108 м. п., 121 ж. п.
 
РОЗАЛЬВИНО (РОЗОРВИНО) — мыза владельческая при Финском заливе, число дворов — 1, число жителей: 1 м. п., 3 ж. п. (1862 год)

В 1865—1866 годах временнообязанные крестьяне деревни выкупили свои земельные наделы у Ю. Ф. Римкевич и стали собственниками земли.

КУРГОЛОВО — деревня, по земской переписи 1882 года: семей — 41, в них 107 м. п., 113 ж. п., всего 220 чел.

Согласно материалам по статистике народного хозяйства Ямбургского уезда 1887 года мыза Розальвино площадью 1180 десятин принадлежала жене поручика Е. Т. Камышанской, мыза была приобретена в 1873 году за 7800 рублей.
В 1895 году в деревне открылся финско-эстонский молитвенный дом лютеранского прихода Косёмкина (Нарвуси). Закрыт в 1930-е годы.
Православное население деревни относилось к приходу Николаевской церкви в деревне Краколье.

КУРГОЛОВО — деревня, число хозяйств по земской переписи 1899 года — 56, число жителей: 181 м. п., 172 ж. п., всего 353 чел.
 разряд крестьян: бывшие владельческие, народность: финская — 335 чел., смешанная — 18 чел.

В 1900 году, согласно «Памятной книжке Санкт-Петербургской губернии», мыза Розальвино площадью 1131 десятина принадлежала крестьянину Михаилу Павловичу Юлли с товарищами.
В конце XIX — начале XX века деревня административно относилась к Наровской волости 2-го стана Ямбургского уезда Санкт-Петербургской губернии. По приходским данным население деревни было исключительно финским.
По данным «Памятной книжки Санкт-Петербургской губернии» за 1905 год деревня принадлежала Курголовскому сельскому обществу, а мыза Розальвина с пустошью Кургаловской и Тисколовской площадью 1131 десятина принадлежала «Кургаловскому, Тисколовскому и Кайболовскому сельскому обществу».
В 1906 году в деревне открылась земская школа. Учителем в ней работала «мадемуазель Удрик (эстонка)».
В 1917—1927 годах деревня входила в Курголовский сельсовет Наровской волости Кингисеппского уезда.
Согласно данным переписи населения СССР 1926 года в деревне Курголово проживали 465 человек — большинство финны, а также ижоры, русские и эстонцы.
В 1927—1930 годах в Котельский район Ленинградского округа.
В 1928 году население деревни также составляло 465 человек.

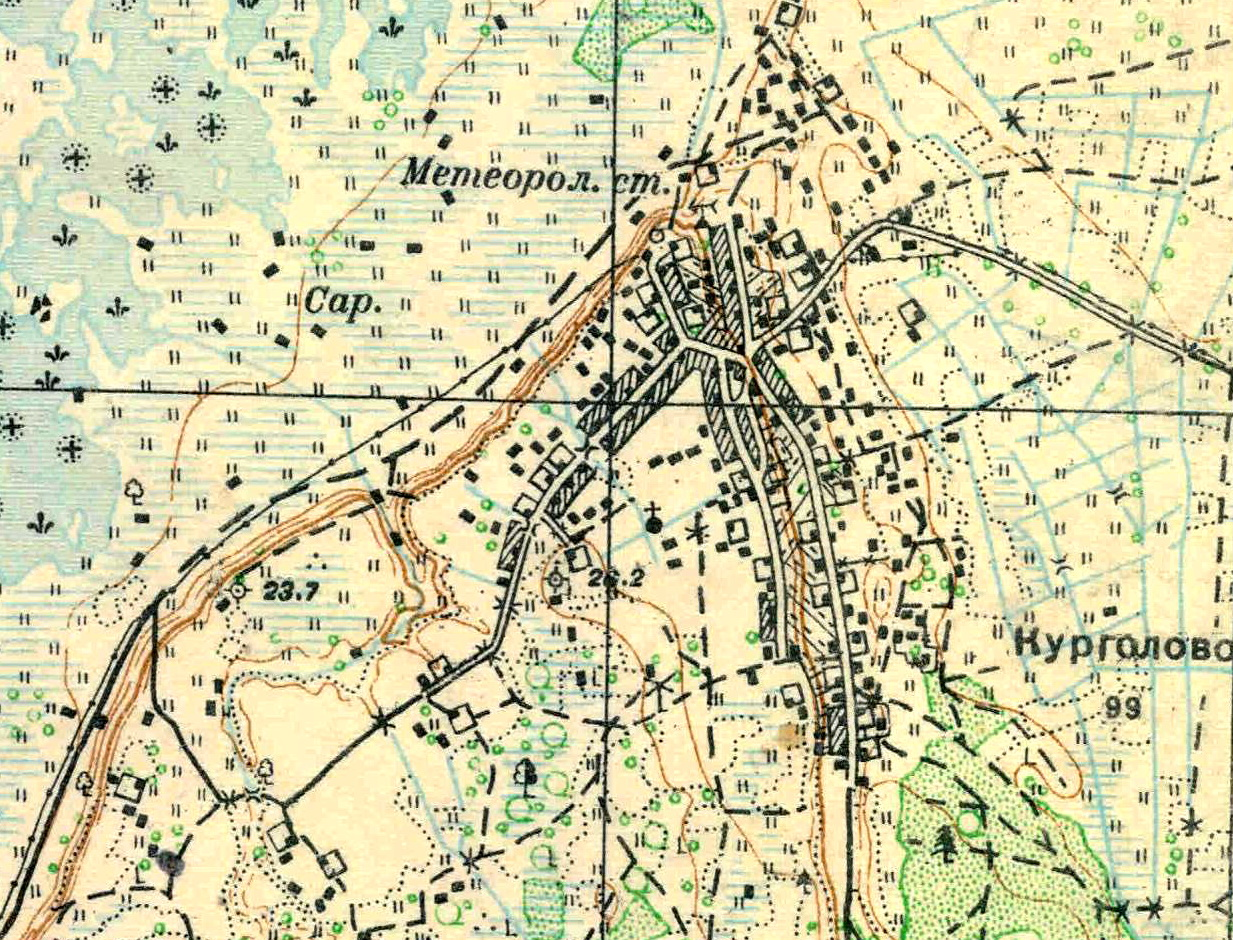
План деревни Курголово. 1930 год

Согласно топографической карте 1930 года деревня насчитывала 99 дворов. В центре деревни находилась часовня, на северной окраине — метеостанция.
В 1931—1935 годах — входила в Кингисеппский район.
По данным 1933 года деревня Курголово являлась административным центром Курголовского ижорского национального сельсовета Кингисеппского района, в который входили 4 населённых пункта, деревни: Вейно, Кайболово, Курголово и Липпово, общей численностью населения 1515 человек.
В 1935—1940 годах — входила в Кингисеппский округ. 
По данным 1936 года в состав Курголовского ижорского национального сельсовета входили 5 населённых пунктов, 308 хозяйств и 4 колхоза.
В 1940 году в Конновский сельсовет Кингисеппского района.
C 1 сентября 1941 года по 31 января 1944 года находилась в оккупации.
В 1958 году население деревни составляло 247 человек.
По данным 1966 и 1973 годов деревня Курголово находилась в составе Конновского сельсовета.
По данным 1990 года в состав Усть-Лужского сельсовета Кингисеппского района входила деревня Курголово.
В 1997 году в посёлке Курголово проживали 25 человек, в 2002 году — 35 человек (русские — 94 %), в 2007 году — вновь 25.

## География
Посёлок расположен в северо-западной части Кингисеппского района, на Кургальском полуострове, на автодороге 41К-109 (Лужицы — Первое Мая).
Расстояние до административного центра поселения — 19 км.
Расстояние до ближайшей железнодорожной станции Усть-Луга — 22 км. Ранее железная дорога от Усть-Луги продолжалась до урочища Вейно (на юге Курголово, на западном берегу Липовского озера); ветка была разобрана в 1940-х, от неё частично сохранилась насыпь.
Посёлок находится на северном берегу солёного Липовского озера, через посёлок протекает река Липовка (Липовская протока).

## Демография
| 1838 | 1848 | 1857 | 1862 | 1882 | 1899 | 1928 |
| ---- | ---- | ---- | ---- | ---- | ---- | ---- |
| 135  | ↗161 | ↗166 | ↗229 | ↘220 | ↗353 | ↗465 |
| 1958 | 1997 | 2007 | 2010 | 2017 |      |      |
| ↘247 | ↘25  | →25  | ↗44  | ↘17  |      |      |

### Национальный состав
Согласно данным Всероссийской переписи населения 2021 года в посёлке проживали 20 человек, все русские.

## Фото

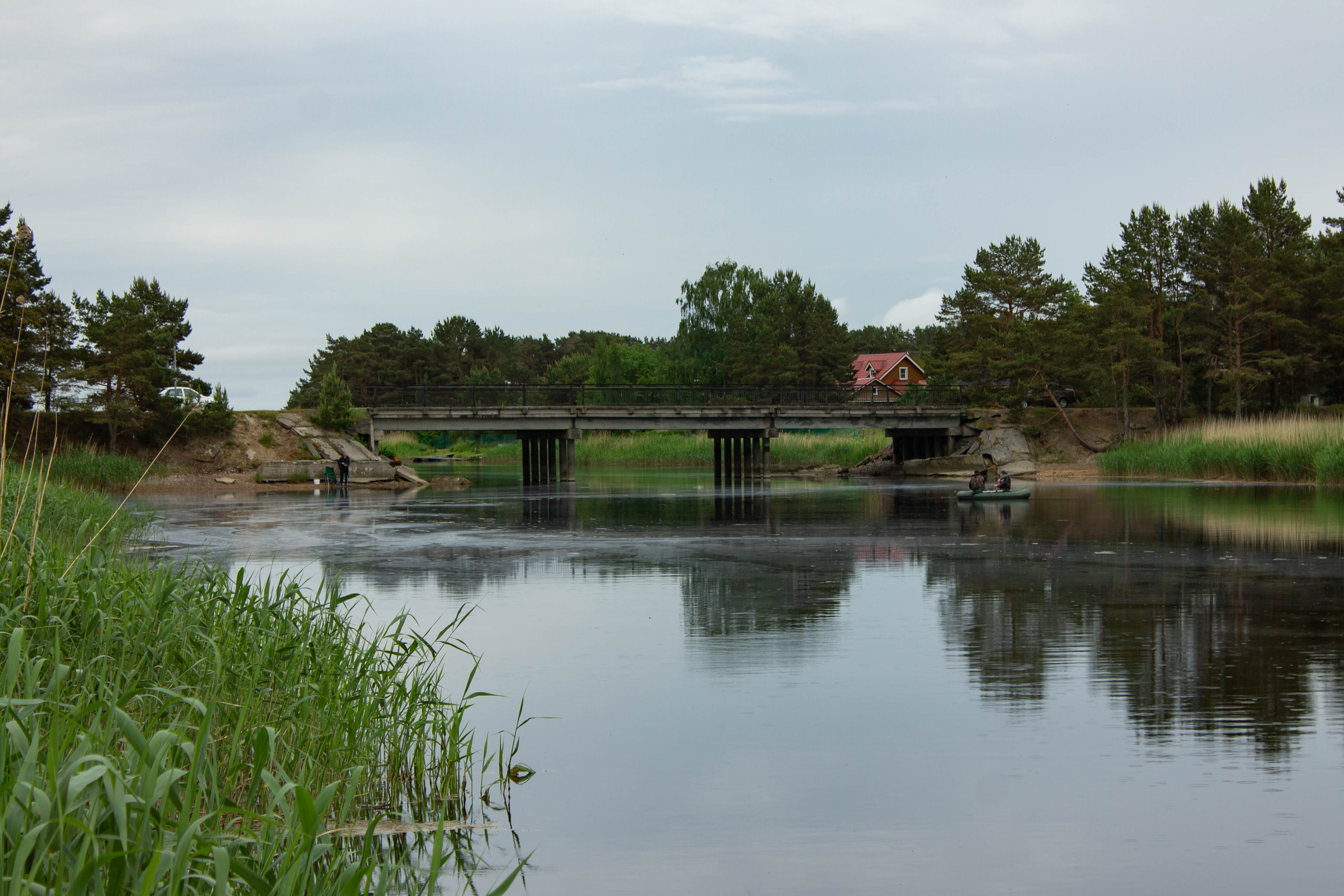
Мост через Липовскую протоку
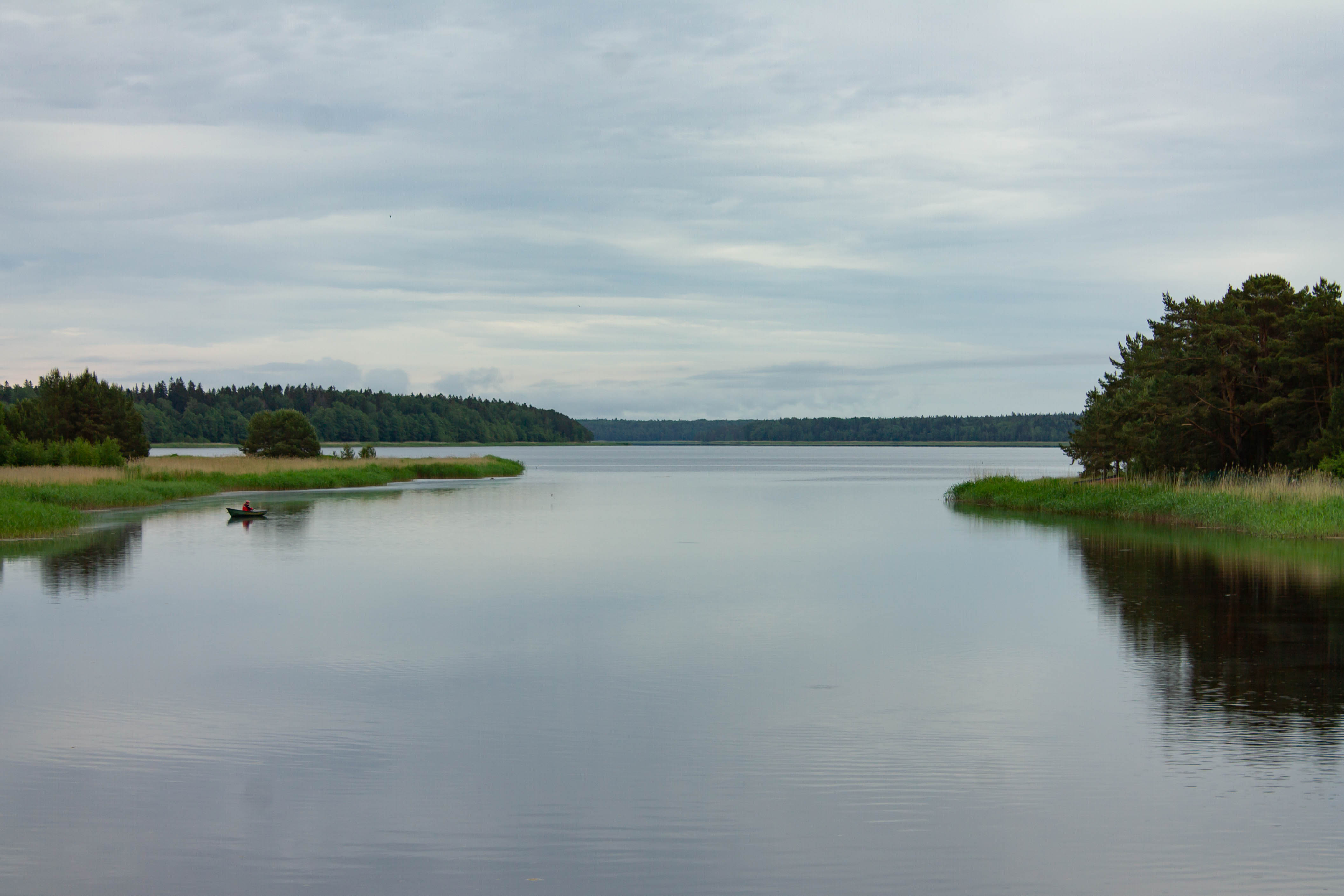
Вид на озеро с моста через Липовскую протоку